# 김종욱 찾기 (영화)
《김종욱 찾기》(영어: Finding Mr. Destiny)는 2010년 하반기에 개봉한 대한민국의 영화이다. 2006년에 초연된 동명의 뮤지컬을 영화화했다.

## 캐스팅
- 임수정 - 서지우 역
- 공유 - 기준 역
- 천호진 - 서대령 역
- 전수경 - 수경 역
- 류승수 - 매형 역
- 이제훈 - 우형 역
- 김민지 - 채리 역
- 이준하 - 우리 역
- 조한철 - 연출 역
- 선종남 - 조교 역
- 김동현 - 재하 역
- 서현철 - 고객 2 역
- 이지하 - 고객 3 역
- 김재만 - 조사형사 역
- 정의욱 - 조명감독 역
- 김강현 - 세트팀원 역
- 김재철 - 세트팀장 역
- 손철민 - 조명팀원 역
- 이진희 - 출판사 직원 역
- 이애린 - 매표소 직원 역
- 김지성 - 오사카 승무원 역
- 김행혜 - 오사카 승무원 역
- 송인성 - 하우스 매니저 역
- 이미영 - 일본인 관광객 역
- 이주영 - 김 마담 역
- 김태한 - 바텐더 역
- 윤수미 - 마담 역
- 안세호 - 동창 역
- 정원조 - 동창 역
- 원종환 - 구류자 역
- 신문성 - 구류자 역
- 박세웅 - 대학 후배 역
- 이승원 - 대학 후배 역
- 황건 - 형사 역
- 김민석 - 형사 역
- 박훈 - 형사 역
- 최교식 - 취객 김종욱 역
- 정종열 - 취객 김종욱 친구 역
- 김봉수 - 자전거 할아버지 역
- 박경찬 - 택시기사 역
- 고지광 - 런닝맨 역
- 신성록 - 최 기장 역(우정출연)
- 정규수 - 여행사 점장 역(우정출연)
- 장영남 - 기준누나 역(우정출연)
- 오나라 - 효정 역(우정출연)
- 최일화 - 고객 1 역(우정출연)
- 김무열 - 항공사 직원 역(우정출연)
- 최지호 - 축구 김종욱 역(우정출연)
- 원기준 - 의사 김종욱 역(우정출연)
- 정준하 - 농촌 김종욱 역(우정출연)
- 오만석 - 김종묵 역(우정출연)
- 김동욱 - 닥터 정 역(우정출연)
- 임도윤
- 엄기준 - 김종욱 역(우정출연)
- 정성화 - 버스기사 역(우정출연)
- 이청아 - 지혜 역(특별출연)

## 사운드트랙
김종욱 찾기에는 다음과 같은 사운드트랙(OST)이 있다.
- 지우씨가 처음입니다
- 디디투어 한점장이야!
- 1108명의 김종욱
- 첫사랑사무소
- 가리왕산 김삿갓
- 공연을 잠시 쉽니다.